# Cherusker

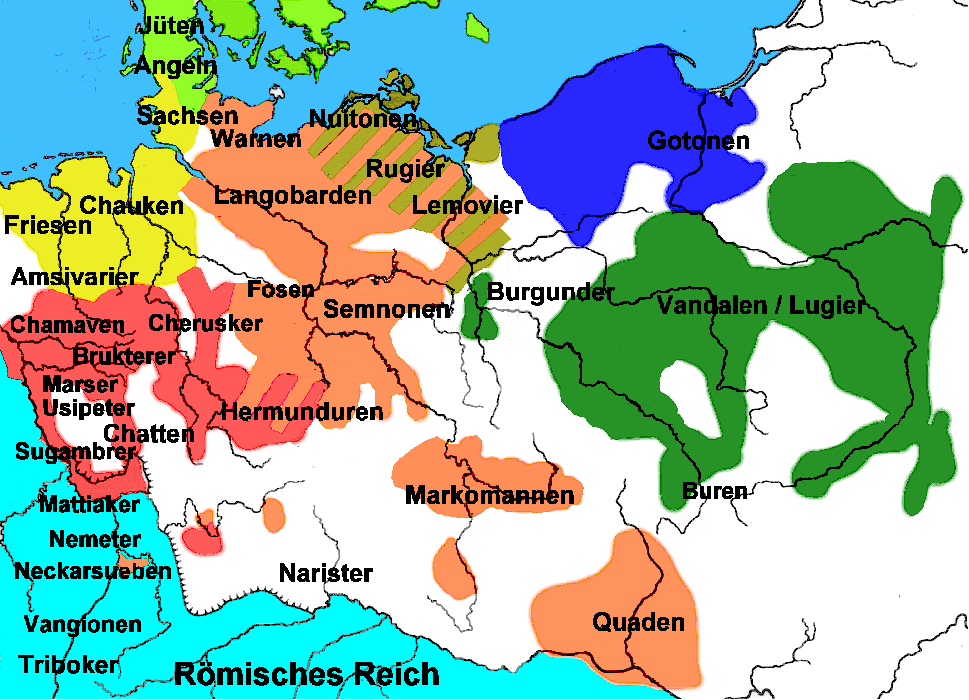
Karta över germanska folkstammar i Centraleuropa

Cheruskerna var en germansk folkstam som tillhörde hermionernas och svebernas folkgrupp tillsammans med bland annat hermundurer.
Cheruskerna bodde i området mellan floderna Weser och Saale vid Harz. Enligt Tacitus hade de tidigare varit goda och mäktiga, men blev sedan odugliga och förslöade och blev därför besegrade av chatterna. Under den romerske härföraren Drusus anfall år 11–1 f.Kr besegrade han bland andra cheruskerna, innan han tvingades återvända vid Elbe.
De deltog i den union som markomannernas kung Marbod skapade, men övergav honom när han svor sig vara neutral mot romarna. När dessa tvingades bege sig till Illyrien år 5–9 e.Kr. för att slå ner ett uppror, såg germanerna sin chans och reste sig under cheruskernas hövding Arminius. Denne hade varit en av den romerska härföraren Varus närmaste män, men ”förrådde” nu honom och förde romarna rätt i den fälla han själv gillrat i Teutoburgerskogen år 9 e.Kr. Hela Varus här blev nergjord, och han själv och många med honom kastade sig på sitt svärd. De övriga gav upp men blev korsfästa, levande begravda eller offrade åt gudarna och ledarnas huvuden hängdes upp som segertecken i träden. Arminius sände Varus huvud till Marbod för att köpa hans vänskap, men denne sände vidare huvudet till kejsaren för att visa sin neutralitet. Arminius försökte därefter gå över Rhen för att förmå även gallerna till uppror, men hindrades av de romerska skansarna vid floden som slog tillbaka honom.
År 15 e.Kr återvände romarna under Germanicus befäl, som besegrade chatterna, och därefter förföljde Arminius här. Han blev dock tillbakaslagen och tvingades fly tillbaka till floden Ems. Efter detta gav romarna tillfälligt upp planerna på att inta Germanien väster om Elbe. Istället utbröt ett inbördeskrig mellan germanerna, efter att flera stammar gjort uppror mot Marbod, som tvingades retirera till Noricum, där han fick tillstånd att slå sig ner, eftersom markomannerna inte längre tordes bo kvar i Germanien. Denna framgång steg dock Arminius åt huvudet och han försökte upprätta ett eget kungarike. Då reste sig flera stammar mot honom och efter ett nytt inbördeskrig så mördades Arminius.
Under den romerska freden hade germanerna gått samman i större germanfolk, och cheruskerna gick upp i saxarna.